# Theophanu

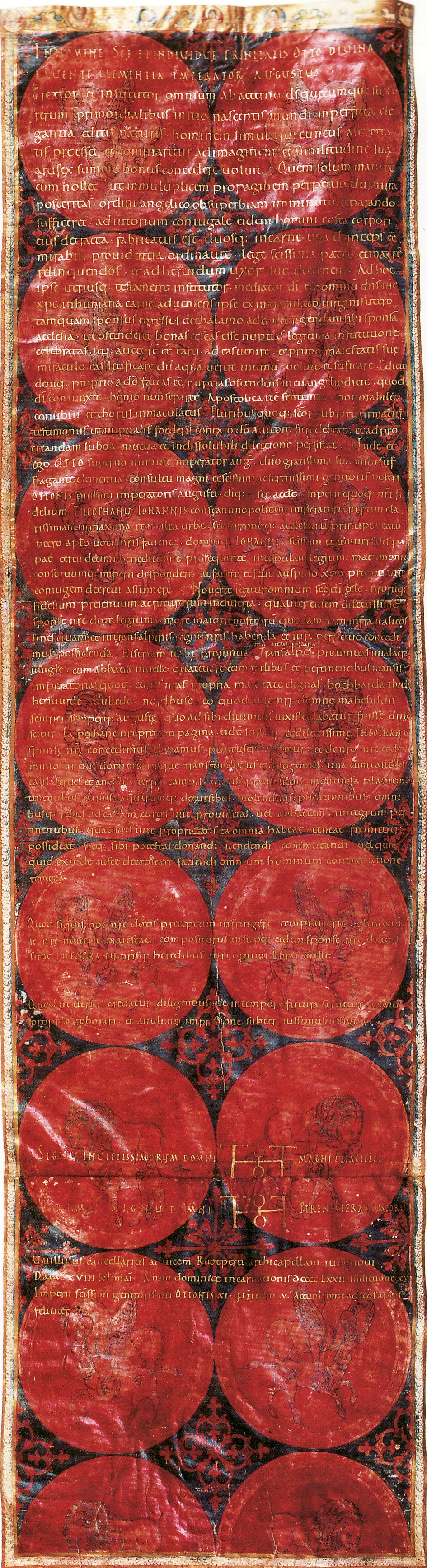
Theophanu és Ottó házassági szerződése

Theophanu (Konstantinápoly, 960 körül – Nijmegen, 991. június 15.) német-római császárné, II. Ottó német-római császár felesége, III. Ottó német-római császár anyja. Nevét a középkori görög nyelvben Theophaneia (Θεοφάνεια) („Isten jelenléte”) alakban írták.

## Születése
Constantine Skleros és Sophia Phokaina leánya. Valószínű, hogy az örmény ősökkel is rendelkező I. Ióannész bizánci császár unokája vagy unokahúga lehetett. (Legalábbis ez szerepel azon a hivatalos okiraton, mely bizonyítja Theophanu és II. Ottó német-római császár házasságkötését, 972. április 14-én. A jegyeseket maga XIII. János pápa adta össze.) Mai kutatások szerint talán I. János sógorának leánya volt Theophanu. Édesanyja, Sophia, úgy tűnik, hogy János unokatestvére volt, s Kouropalatēs Leo Phokas leánya. Kouropalatēs II. Niképhorosz bizánci császár testvére lehetett. Maga I. Ottó német-római császár szemelte ki az arisztokrata lányt fia, a későbbi II. Ottó menyasszonyául, azért, hogy biztosítsa a hosszan tartó katonai szövetséget és békét a Német-római Birodalom és a Bizánci Birodalom között.

## Házassága
XIII. János pápa egyik, II. Niképhorosz bizánci császárnak írt levelében meggondolatlan utalást tett arra, hogy amikor I. Ottó követe, a cremonai Liudprand püspök a bizánci udvarnál járt küldöttségben, maga Őszentsége intézte úgy, hogy a házassági tárgyalások első fordulója sikertelenül fejeződjön be. Csakhogy amikor a néhai II. Niképhorosz unokaöccse, I. Ióannész bizánci császár – akit csak római császárként emlegettek akkoriban – 969. december 11-én trónra lépett, ezek a megbeszélések és egyezkedések újra elkezdődhettek a két, igen jelentős politikai szereppel bíró birodalom között.
A rendkívül meghatározó következményekkel járó diplomáciai tárgyalás harmadik nekifutásra végül is sikerrel végződött, akkor, amikor I. Ottó új küldötte, a kölni Geró érsek megérkezett János konstantinápolyi udvarába. Amikor az érsek visszatért Rómába urához, a német-római császárhoz, oldalán Theophanuval, I. Ottó az akkori tények alapján már végleg eldöntötte, hogy létrejöhet a császári menyegző. A 12 éves, idegen hercegnő kellően előkelő megjelenést kölcsönzött leendő apósával való első, személyes találkozója alkalmával, 972-ben. Fényűző kíséretének soraiban ott volt korának számos meghatározó bizánci vezéregyénisége is. Voltak köztük tehetséges, modern gondolkodású művészek, építészek és kincset érő, szakavatott mesteremberek a kézműves- és a textilipar területéről egyaránt.
Aznap koronázták császárnévá az ifjú asszonyt Rómában, a Szent Péter-bazilikában, mikor férjhez ment a német-római uralkodóhoz, I. Ottó német-római császár legkisebb fiához. Az ara ekkor körülbelül 12 éves volt, míg a vőlegény 17.
Theophanu férje, Ottó, 973. május 8-án követte apját a német-római császári trónon. Az ifjú császárné minden belföldi és külföldi, hivatalos és nem hivatalos útjára elkísérte hitvesét. Körülbelül 25 évnyi hivatalos, német-római okirat megemlíti Theophanu nevét, jelezve ezzel az asszony kiváltságos helyét és stabil pozícióját a császári udvar rangsorában. Nő létére jelentős beleszólást engedett neki férje a birodalom bel- és külpolitikai ügyeibe is, Theophanu pedig valóban nagy érdeklődést mutatott a diplomáciai élet dolgai iránt. Közismert tény volt azonban, hogy Theophanu és anyósa, Itáliai Adelaide között gyakoriak voltak a viták, s mivel Ottó általában inkább felesége mellé állt az ilyen összezördülések alkalmával, egy idő múlva anya és fia kapcsolata végül emiatt romlott meg. 
Theophanut környezete gyakran elítélte, dekadensnek mondható viselkedése miatt. Naponta legalább egyszer megfürdött, és fényűző, drága ékszereivel s ruháival sok német ellenérzését kivívta személyével kapcsolatban. A benedekrendi krónikaíró, Metzi Alpert úgy írta le Theophanu császárnét, mint aki: „Egy ellenszenves természetű, és igen bőbeszédű asszony”. Theophanu vezette be a császári udvarban az akkor már Nyugat-Európában is elterjedt evőeszközt, a villát, a modern, kulturált étkezési szokások meghonosítása érdekében. A történetírók egy esetben megemlítik azt a különös esetet, amikor a császárné nagy megrökönyödést váltott ki az udvaroncok körében azzal, hogy egy kétágú aranyvillával emelte szájához az ételt. (Régebben mindenki, még az arisztokraták és az uralkodók is kizárólag kézzel ettek.)   
A császári párnak 5 közös gyermeke jött világra házasságuk 11 és fél éve folyamán:
- Zsófia (975 – 1039. január 30.)
- Adelheid (977 – 1044. vagy 1045. január 14.)
- Matilda (979 nyarán – 1025 november)
- Ottó (980 júniusa vagy júliusa – 1002. január 23.)
- egy ismeretlen nevű leánygyermek, Ottó ikertestvére (980 júniusa vagy júliusa – 980. október 8. előtt)

## Özvegysége
983. december 7-én, 28 évesen elhunyt II. Ottó, talán malária következtében. Akkor 3 esztendős kisfiát, az ifjabb Ottót Veronában már abban az évben, Pünkösd napján Róma királyává nyilvánították egy országgyűlés alkalmával. Amíg az ifjú király el nem érte az önálló uralkodáshoz szükséges, megfelelő életkort, addig nevében apai nagyanyja, Itáliai Adelaide özvegy császárné (a néhai II. Ottó német-római császár édesanyja) kormányozta a birodalmat mint régens. 985 májusától, hat éven át már Theophanu is fontos szerepet vállalt fia mellett a Német-Római Birodalom, Itália és Lotaringia kormányzása terén. (Valójában Theophanu hatalomra kerülését házasságkötése évéhez igazítják, vagyis 972-höz.) 983 karácsonyán (december 25.) Theophanu fiát német királlyá koronázták, III. Ottó néven. A szertartást Willigis mainzi érsek végezte el, az aacheni katedrálisban. A szász krónikaíró, Merseburgi Thietmar püspök úgy jellemezte Theophanu kalandos életútját, hogy: „Ő nem volt épp egy kívánatos szűz, s nem várt módon vált a német-római császári család tagjává, ugyanis a dinasztia eleinte még Porphyrogenita Annát, a későbbi II. Rómanosz bizánci császár leányát szánta II. Ottó jövendőbelijének.”
II. Ottó halálával Utrechti Folcmar püspök szabadon bocsátotta a néhai császár egyik legnagyobb ellenségét, unokatestvérét, a bebörtönzött II. Henrik bajor herceget, ami végül egy nagyon rossz döntésnek bizonyult. A herceg, amint kiszabadult szigorú házi őrizetéből, azonnal újabb cselszövést dolgozott ki új szövetségese, Warin kölni érsek segítségével. Az összeesküvők a herceg unokaöccse, a gyermek III. Ottó császár ellen szövetkeztek, hogy megdöntsék annak ingatag, frissen szerzett hatalmát, 984 tavaszán, miközben Theophanu még mindig Itáliában volt. Az intrikusok a fogságba ejtett, kiskorú császárt végül kénytelenek voltak átadni anyjának, aki akkorra már két főrangú, befolyásos pap, Mainzi Willigis érsek és Wormsi Hildebald püspök teljes körű támogatását is élvezte ez ügyben.
Theophanu, fia hosszútávú, sikeres uralkodása érdekében, még arra lépésre is képes volt, hogy katonai és diplomáciai szövetséget kössön a cselszövő Henrik herceg egykori támogatójával, I. Mieszko lengyel fejedelemmel.

## Halála
A megözvegyült anyacsászárné, Theophanu Nijmegen városában (Kelet-Hollandia) halt meg, 991. június 15-én, körülbelül 31 esztendősen, de a németországi Szent Pantaleon-templomban temették el őt, a kölni egyházjog-tudományi iskola közelében. A korabeli krónikás, Thietmar kizárólag dicsérő szavakkal illeti Theophanut: „Habár nem élvezte annyira a testi szerelmet, de erényei közé tartozott többek közt a visszafogottság, a jómodor és a megbízhatóság. Férfiakhoz méltó éberséggel védte családja, leginkább fia uralkodói hatalmát, de barátsággal viseltetett azok iránt, akik becsülettel közeledtek hozzá, s kegyetlenül megtorolta a császári família ellen lázadók tetteit.”
Az ugyancsak benedekrendi, clunyi Odiló apát azt írta a császárnéval kapcsolatban, hogy anyósa, az özvegy Itáliai Adelaide anyacsászárné nagyon boldog volt, mikor megtudta, hogy menye, „az a görög nő” végre meghalt, 991-ben. Nyolc év múlva a kárörvendő Adelaide is követte őt a sírba. Akár az előző korok többi női régense, például Athéni Irén bizánci császárné és Theodóra (Theophilosz bizánci császár felesége), úgy Theophanu is kiskorú fia támogatójaként irányította országát. Irén és Theodóra is a saját aláírásukkal (imperator augustus, vagyis felséges császár) hitelesítették a császári hivatalos dokumentumokat.
A híres, elismert teológus, Peter Damian egy ízben azt állította, hogy a rosszmájú pletykák szerint Theophanu intim viszonyt folytatott egy John Philagathos nevű görög szerzetessel, a csupán rövid ideig hatalmon lévő, későbbi XVI. János ellenpápával.